# 愛媛県道222号中山双海線
愛媛県道222号中山双海線（えひめけんどう222ごう なかやまふたみせん）は、愛媛県伊予市を通る一般県道である。

## 概要
伊予市中山町佐礼谷から伊予市双海町上灘に至る。

### 路線データ
- 起点：伊予市中山町佐礼谷（愛媛県道221号広田双海線交点）
- 終点：伊予市双海町上灘（愛媛県道221号広田双海線交点）
- 総延長：12,1 km

## 路線状況

### 重複区間
- 愛媛県道225号中山伊予線（伊予市中山町佐礼谷）
- 愛媛県道221号広田双海線（伊予市中山町佐礼谷 - 伊予市双海町上灘）
- 国道56号（伊予市双海町上灘 - 伊予市中山町中山・上灘交差点）

## 地理

### 通過する自治体
- 愛媛県
  - 伊予市

### 交差する道路
| 交差する道路                                                              | 交差する場所 | 交差する場所 |
| ------------------------------------------------------------------------- | ------------ | ------------ |
| 愛媛県道221号広田双海線                                                   | 中山町佐礼谷 | 起点         |
| 愛媛県道225号中山伊予線 重複区間起点                                      | 中山町佐礼谷 |              |
| 愛媛県道221号広田双海線 重複区間起点 愛媛県道225号中山伊予線 重複区間終点 | 中山町佐礼谷 |              |
| 愛媛県道221号広田双海線 重複区間終点                                      | 双海町上灘   |              |
| 国道56号 重複区間起点                                                     | 双海町上灘   |              |
| E56 松山自動車道                                                          | 中山町中山   | 14-1 中山SIC |
| 国道56号 重複区間終点                                                     | 中山町中山   | 上灘交差点   |
| 愛媛県道221号広田双海線                                                   | 双海町上灘   | 終点         |

### 交差する鉄道
- 予讃線

### 沿線
- 伊予市立翠小学校